# Шистосомы

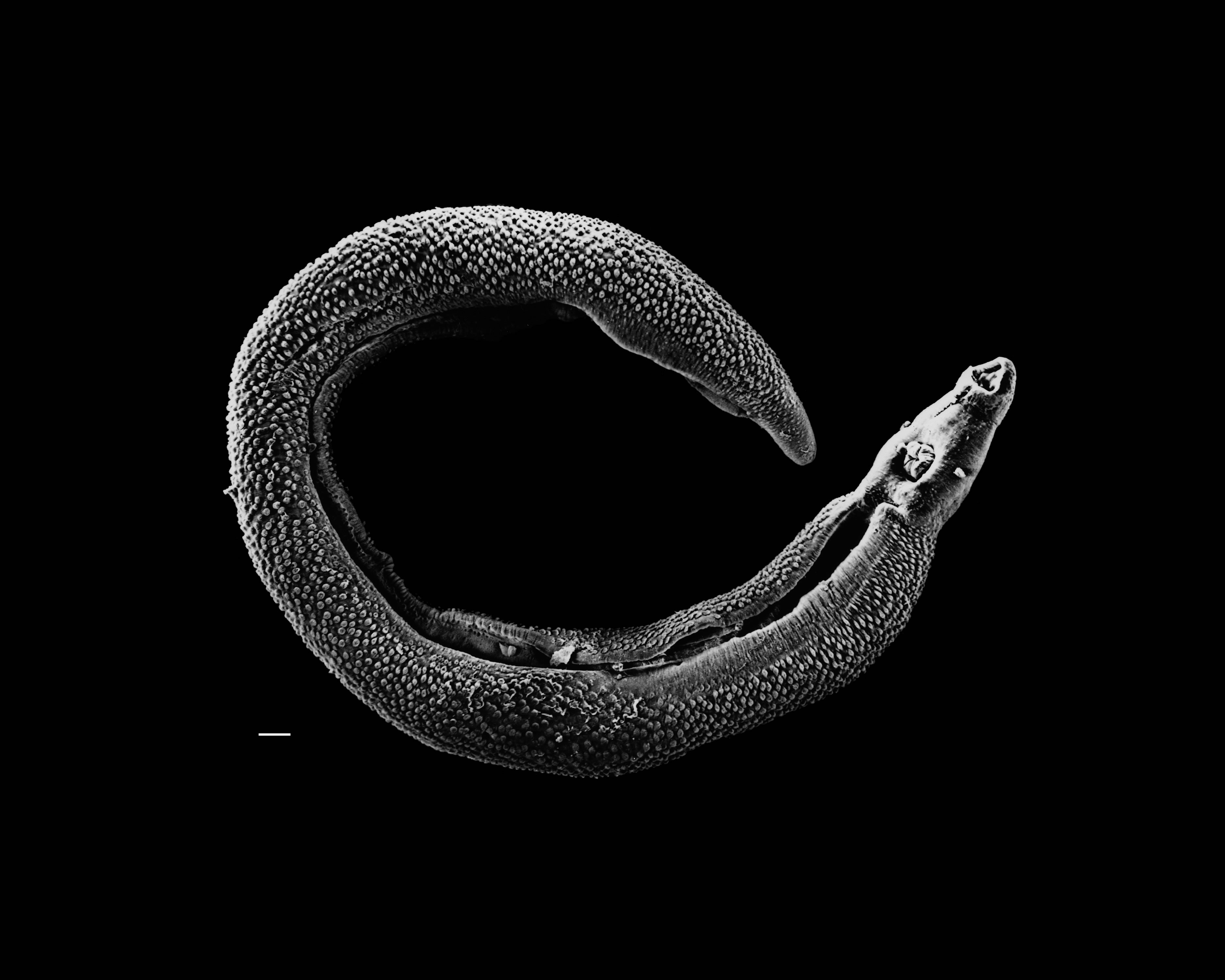
Взрослый самец

Шистосомы (лат. Schistosoma) — род трематод из отряда Strigeidida. Облигатные паразиты с усложнённым жизненным циклом .

## Биология
В качестве окончательного хозяина выступают млекопитающие. Свободноплавающие личинки (церкарии) заражают слизистые, проникая через кожу,  или путём заглатывания зараженной воды.
Обитают и спариваются в венозной крови. В теле млекопитающих питаются также кровью.
В организм человека преимущественно проникают при купании в водоёме через кожу, слизистые или заглатывание.
При половом развитии значительно более мелкая самка поселяется в складке на брюшной стороне самца. Далее такая пара непрерывно производит от 300 до 3000 яиц в сутки.

## Жизненный цикл

Жизненный цикл

Жизненный цикл всех видов шистосом следует общему пути развития.
Когда фекалии или моча, зараженные яйцами шистосом, попадают в пресную воду, из яиц вылупляются мирацидии, они быстро плывут с помощью ресничек, которые покрывают поверхность их тела. Далее мирацидии проникают внутрь тела улитки, их промежуточного хозяина. Виды улиток, которые служат промежуточным хозяином, могут отличаться для каждого вида шистосом.
После проникновения в промежуточного хозяина, мирацидия теряет ресничную поверхность и развивается в материнскую спороцисту и в дочернюю спороцисту, а затем производит церкарии в течение нескольких недель. В результате бесполого размножения материнской и дочерней спороцисты появляются тысячи церкарий, все одного пола. Церкария достигает размера около 400 мкм (0,4 мм) в длину, включая хвост, конечная треть которого раздвоена. Церкарии заражают окончательного хозяина, проникая через его кожу благодаря ферментам, которые они выделяют из особых желёз. Проникая в кожу, они теряют хвосты и превращаются в следующую личиночную стадию — шистосому.
Далее шистосомы мигрируют в лёгкие через вены, правое сердце и лёгочные артерии. Из лёгких они проникают в системный кровоток через левое сердце, достигая наконец портальной системы кровоснабжения. Через несколько недель шистосомы достигают полового созревания, они образуют пары и мигрируют в брыжеечные вены, где самки откладывают яйца.
Для S. mansoni и S. japonicum период между проникновением церкария и первым появлением яиц в экскрементах составляет около 35 дней.
Как только яйца были выпущены самкой внутри сосудистой сети, они пересекают эндотелий и базальную мембрану вены, пересекают промежуточную ткань, базальную мембрану и эпителий кишечника (S. mansoni и S. japonicum) или мочевой пузырь (S. haematobium) для выхода яиц с фекалиями или мочой.

## Шистосомозы
Наибольшую опасность представляют шипы на яйцах шистосом, которые протыкают стенки кровеносных и лимфатических сосудов, чтобы яйца попадали в различные органы и ткани: мочевой пузырь, матку, простату, печень, селезёнку, лёгкие, сердце, желудок, кишечник.
В местах скопления паразитов и яиц уменьшается просвет сосудов и протоков, что ведёт к варикозному расширению вен, кистам и опухолям. Способны вызывать фиброз в печени, рак мочевого пузыря, простаты, печени.
Шистосоматоз может вызывать ряд тяжёлых поражений органов, в частности мочевого пузыря, также может являться причиной гематурии или нарушения работы толстого кишечника.
В качестве профилактики рекомендуется мыть руки перед едой, мыть овощи и избегать купания в тропических водоёмах.
Лечение — консервативное (препаратами трёхвалентной сурьмы и тиоксантоновых соединений).
Курс лечения — 12 внутривенных инъекций 1%-ного раствора антимонила — натрия тартрата через день в течение 4 недель. Начальную дозу 3 мл постепенно увеличивают до 13 мл. Курсовая доза — 150 мл (1,5 г).
Амбильгар принимают перорально из расчёта 24 мг/кг в сутки в течение 5—7 дней.
Этренол — однократно.
Оперативное лечение — при осложнениях (стенозах мочеточника).
Прогноз благоприятный при своевременной специфической терапии.

## Виды
- Человек заражается в основном тремя видами шистосом — Schistosoma mansoni, Schistosoma haematobium и Schistosoma japonicum, а также некоторыми менее распространёнными представителями рода Schistosoma.
- Schistosoma bovis
- Schistosoma curassoni
- Schistosoma edwardiense
- Schistosoma guineensis
- Schistosoma incognitum
- Schistosoma indicum
- Schistosoma intercalatum
- Schistosoma japonicum — Японская шистосома. Паразитирует в венах толстого кишечника и брюшной полости.
- Schistosoma haematobium — Кровяная шистосома. Паразитирует в кровеносных сосудах мочевого пузыря.
- Schistosoma hippotami
- Schistosoma leiperi
- Schistosoma malayensis
- Schistosoma mansoni — Шистосома Мансона. Паразитирует в венах толстого кишечника и брюшной полости.
- Schistosoma margrebowiei
- Schistosoma matthei
- Schistosoma mekongi
- Schistosoma nasale
- Schistosoma ovuncatum
- Schistosoma rodhaini
- Schistosoma sinensium
- Schistosoma spindale